# Sintezna biologija
Sintézna biologíja je nova znanstvena veda, ki v biologijo uvaja inženirske pristope ter združuje ugotovitve in izsledke številnih drugih ved. Najpogosteje uporabljena metoda je genetsko inženirstvo. Osnovni namen je sprememba delovanja celice tako, da novonastala celica opravlja novo, za človeka koristno funkcijo.